# Napster Japan
Napster Japanとはナップスタージャパン株式会社が運営する、日本のタワーレコード株式会社と米国のナップスター社が展開する、日本で初めての音楽定額制配信サービスの名称であった。2006年10月よりサービスが開始された。
2010年5月31日をもって、ナップスタージャパンの全てのサービスの提供を終了した。それに伴い、アカウントの新規作成・新規サービス登録・既存会員のコース変更は2010年3月31日で受付を終了するほか、定額聴き放題サービスについては5月分の課金は行わない。サービス終了の理由は、米国本社がDRMフリー化を推し進めており、日本国内でのサービス継続には楽曲の許諾およびシステム運用の為、大規模な支出が不可避となったためである。

## 特徴
- 収録楽曲は約933万曲。（2010年1月現在）

Jポップからロック・R&B・ヒップホップ・テクノ・レゲエ・ニューエイジ・ワールド・クラシックなど、とにかく豊富な曲数と専門性の高さが売り。
特に洋楽の品揃えが他サービスを圧倒している。
- Windows Media Audioフォーマットを採用。ビットレートは192kbps（ストリーミングは128Kbps）。

## コース

### Napster To Go
月額1980円でデジタルオーディオプレーヤー（Windows Media AudioおよびWindows Media DRM 10対応のもの、現時点ではiPodは不可）やNTTドコモの携帯電話に無制限で転送できた。

### Napster Basic
月額1280円の基本サービス。PCのハードディスクに転送可能。

### Napster a la carte
1曲150円から楽曲もしくは1アルバム1500円からアルバム単位で配信できたサービス。購入した楽曲は専用アプリケーションでCD-Rに焼くことも可能。

## 利用条件
- パソコン（OS） - Windows 7／Vista／XP／2000
- ブラウザ - Microsoft Internet Explorer 6.0 ServicePack3 以上を推奨。
- サウンド - サウンドカードおよびスピーカーが必要。
- 決済は、クレジットカード（VISA、MasterCard、JCB、AmericanExpress）もしくはNapsterカード。iモード情報料でも支払いが可能。